# Nicola Fratoianni
Nicola Fratoianni (Pisa, 4 ottobre 1972) è un politico italiano, deputato, segretario e leader di Sinistra Italiana e di Alleanza Verdi e Sinistra.

## Biografia
Nato a Pisa, in una famiglia molisana originaria di Ururi (Campobasso), figlio unico di Aldo e Anna, nel 2001 consegue la laurea magistrale in lettere e filosofia all'Università di Pisa.

### Gli inizi in politica
Inizia la sua militanza politica nel movimento studentesco, per poi nel 1992 iscriversi alla sezione pisana del Partito della Rifondazione Comunista (PRC), divenendo poi dirigente nazionale dei Giovani Comunisti, l'organizzazione giovanile del partito, e ricoprendone il ruolo di coordinatore dal 2002 fino al 2004 per motivi di età, impegnandosi nei social forum, nel movimento globale contro la guerra, per la cooperazione e la diplomazia dal basso.
Nel 2004 si trasferisce a Bari, venendo mandato dal suo partito per assumere l'incarico di segretario regionale del PRC in Puglia. In questo ruolo è stato tra i fautori della candidatura di Nichi Vendola alle elezioni primarie del centro-sinistra per la scelta del candidato presidente della Regione Puglia, che risulterà vincente, e organizzando anche la sua campagna elettorale per le elezioni regionali pugliesi, a cui seguirà l'elezione di Vendola a presidente della Regione (il primo di estrazione comunista in Puglia ed il primo dichiaratamente LGBT in Italia) nel 2005.
Alle elezioni politiche del 2006 viene candidato alla Camera dei deputati, tra le liste di Rifondazione Comunista nella circoscrizione Puglia, ma senza essere eletto.
A seguito della scissione del PRC nel 2009, Fratoianni lascia il partito per contribuire alla fondazione, assieme a Nichi Vendola, del Movimento per la Sinistra, poi confluito in Sinistra Ecologia Libertà (SEL), di cui fin dall'inizio fa parte del Coordinamento Nazionale.
Il 27 aprile 2010 viene nominato assessore con deleghe alle politiche giovanili, all'innovazione, alla cittadinanza sociale e all'attuazione del programma nella giunta regionale della Puglia presieduta da Vendola, appena riconfermato presidente per un secondo mandato alle regionali del 2010.

### Elezione a deputato
Alle elezioni politiche del 2013 viene ricandidato alla Camera dei deputati, tra le liste di SEL nella circoscrizione Puglia in seconda posizione, risultando eletto deputato. Nel corso della XVII legislatura ha fatto parte della 7ª Commissione Cultura, scienza e istruzione (2013-2015), della 12ª Commissione Affari sociali (2015), della 14ª Commissione Politiche dell'Unione europea (2015; 2015-2018), ricoprendo anche l'incarico di capogruppo per SI-SEL-POS, e della Commissione parlamentare di Vigilanza Rai (2014-2018).
Il 15 febbraio 2014 viene eletto coordinatore nazionale di SEL, succedendo a Francesco Ferrara. Il 23 giugno dello stesso anno sostituisce Gennaro Migliore, passato con il Partito Democratico (PD) per sostenere il governo di Matteo Renzi assieme a Claudio Fava, come capogruppo ad interim di SEL alla Camera.
All'interno di SEL Fratoianni è considerato espressione dell'ala sinistra del partito, favorevole a mantenere una opposizione dura nei confronti del governo Renzi e alla costituzione di una sinistra radicale italiana sul modello della Lista Tsipras alle elezioni europee del 2014 opponendosi alla linea dell'ex capogruppo alla Camera Migliore e dell'ex coordinatore nazionale Fava, i quali nel giugno 2014 operano una scissione per sostenere il governo e l'alleanza con il PD nel Partito Socialista Europeo.

### Segretario di Sinistra Italiana

#### In vista delle politiche 2018

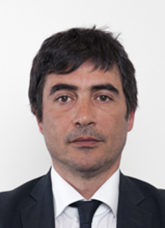
Fratoianni rieletto alla Camera nel 2018

Con lo scioglimento di SEL, e la trasformazione del gruppo parlamentare Sinistra Italiana (SI) (composto da fuoriusciti dal PD) in partito politico dove confluisce SEL, il 19 febbraio 2017, a margine del congresso fondativo svolto al palacongressi di Rimini, viene eletto segretario di Sinistra Italiana con 503 voti a favore, 32 contrari e 28 astensioni, con l'obiettivo di costruire un soggetto di sinistra autonomo e alternativo anche dal centro-sinistra guidato da Matteo Renzi. Durante il suo discorso al congresso, Fratoianni ha detto che la sinistra «deve fare il suo mestiere, e di questi tempi non è poco», oltre ad annunciare il suo impegno a favore dei referendum della CGIL sul lavoro.
Dopo il congresso fondativo, oltre a confermato la sua opposizione al governo Gentiloni e la sua intenzione di votare la sfiducia in Parlamento, nel 2017 il suo partito Sinistra Italiana risulta il più solido nella sinistra in Italia.
Alle elezioni politiche del 2018 viene rieletto alla Camera dei deputati nella circoscrizione Piemonte 1, tra le liste di Liberi e Uguali (LeU), lista elettorale guidata dal presidente del Senato uscente Pietro Grasso. Nella XVIII legislatura della Repubblica è stato membro (2018-2022), capogruppo per LeU (2018-2022) e vicepresidente della 7ª Commissione Cultura, scienza e istruzione (2020-2022), oltreché membro della Commissione parlamentare d'inchiesta sulle cause del disastro della nave "Moby Prince" (2021-2022).
In seguito al deludente esito delle politiche (LeU supera infatti di poco la soglia di sbarramento del 3%) presenterà le sue dimissioni all'assemblea nazionale di SI: verranno immediatamente respinte. Successivamente, a meno di un anno dalla sua fondazione, Sinistra Italiana abbandonerà il progetto di LeU nell'autunno 2018.

#### Europee 2019 e dimissioni

Simbolo elettorale della lista La Sinistra

L'8 aprile 2019, in vista delle elezioni europee di quell'anno, Fratoianni presenta al teatro Quirino di Roma il simbolo de La Sinistra, lista elettorale nella quale, oltre ad esserne il principale animatore, convergono anche èViva, Partito del Sud, L'Altra Europa con Tsipras e Rifondazione Comunista di Maurizio Acerbo (portando in dote la sua affiliazione alla Sinistra Europea, necessario per presentarsi alle elezioni evitando il difficilissimo esercizio di raccolta delle firme), ma non le altre due componenti con cui SI si era presentata alle politiche 2018 nel progetto di LeU, ovvero Articolo Uno, i cui candidati vengono inseriti nella lista del PD di Nicola Zingaretti, e Possibile, che si presenta con Europa Verde.
La Sinistra presenterà un programma che vuole essere radicalmente alternativo a quello del PD: contro l’austerità e l’Europa delle regole di bilancio, a favore di una tassa patrimoniale per redistribuire la ricchezza (che però non può ovviamente essere decisa o imposta dal Parlamento europeo) e di maggiori tutele sul lavoro.
All'apertura della campagna elettorale per le consultazioni europee, Fratoianni presenta le liste dei candidati e in particolare i capilista Silvia Prodi (Italia Nord-orientale) e Corradino Mineo (Italia Insulare), oltre a candidarsi egli stesso nella circoscrizione Italia centrale (dove raccoglierà 17.780 preferenze, risultando il più votato). La lista raccoglierà in tutto 465.092 voti pari all’1,74%, non sufficiente a supera la soglia minima d’accesso al 4%. Non eletto e dopo il risultato deludente alle elezioni europee, Fratoianni darà le dimissioni da segretario al termine della direzione nazionale di Sinistra Italiana a Roma il 1º giugno, che saranno accettate, dove verrà sostituito ad interim da Claudio Grassi.

#### Portavoce e reincarico
In vista del 2º congresso di Sinistra Italiana, sospeso a causa della pandemia di COVID-19, ai primi di agosto 2020 diventa portavoce nazionale di Sinistra italiana. Dopo tale congresso, svolto in modalità online tramite Zoom per via del COVID-19, il 2 febbraio 2021 torna ad essere segretario nazionale, terminando l'incarico di portavoce.
Dopo aver presentato all'assemblea nazionale di SI la sua relazione, approvata con 122 favorevoli, 16 contrari, 4 astenuti, il seguente 18 febbraio vota contro la fiducia al governo Draghi, anche se in dissenso dal proprio gruppo parlamentare LeU, anche tra in quota SI. Successivamente conduce un'opposizione all'esecutivo guidato dall'ex presidente della BCE, attaccando sul condono fiscale, partecipando allo sciopero generale dei sindacati CGIL e UIL contro la legge di bilancio 2022 e attaccando l'aumento della spesa militare al 2% del PIL, affermando che sia una "gigantesca sciocchezza", denunciando sia un uso strumentale della guerra in Ucraina che di un favore di Draghi alla lobby industriale bellica.
In vista delle successive elezioni politiche, propone di costruire una coalizione di centrosinistra alleata col Movimento 5 Stelle, come fatto alle elezioni amministrative 2021 a Bologna, con al centro del programma la lotta alle diseguaglianze, e bocciando l'idea di includere nella coalizione Azione di Carlo Calenda affermando: "Una coalizione non è un gioco di figurine o una antipatia tra persone. Calenda polemizza sempre coi sindacati, e mi pare che, al di là della figura di Draghi, auspichi il perpetuarsi anche dopo il 2023 (...) una maggioranza dalla Lega a Bersani (...) del resto anche quando era al governo Calenda ha sempre fatto politiche che favorivano lo sfruttamento e il precariato".

#### Alleanza Verdi e Sinistra e riconferma a segretario

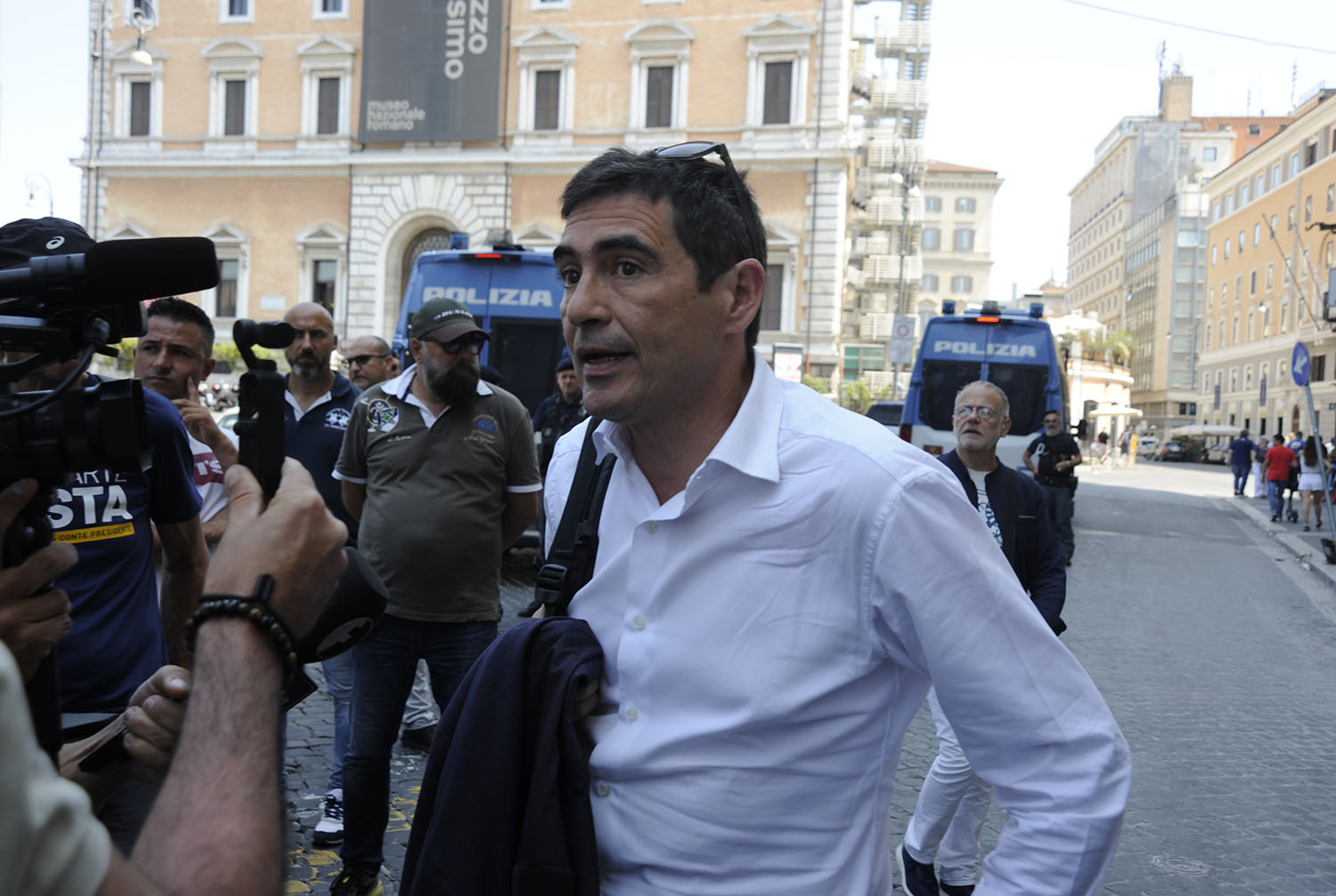
Fratoianni alla manifestazione 5 Stelle di Roma nel 2023

A gennaio 2022 presenta il Patto di consultazione assieme ad Europa Verde, con espressione favorevole della Direzione nazionale di SI, in vista delle elezioni del Presidente della Repubblica per la necessità anche di frenare la candidatura di Silvio Berlusconi, e durante le elezioni candida insieme ai verdi Luigi Manconi, per poi votare all'ottava chiama la rielezione di Sergio Mattarella per motivazioni istituzionali, chiedendo di tornare al voto perché la politica si è dimostrata incapace di rispondere alle necessità del Paese.
In vista delle elezioni politiche anticipate del 2022 Sinistra Italiana decide di formare una lista elettorale, assieme ad Europa Verde dopo l’esperimento fatto alle amministrative precedenti, e così il 26 luglio, presso il Caffè della Casa del Cinema a Roma, Fratoianni, assieme ai portavoci dei Verdi Eleonora Evi e Angelo Bonelli, presenta il simbolo della lista Alleanza Verdi e Sinistra. Ad inizio agosto sigla, insieme a Bonelli, un accordo elettorale col PD. Alle elezioni politiche Fratoianni viene candidato alla Camera nei collegi plurinominali Toscana - 01, Toscana - 02 e Toscana - 03 come capolista e Molise - 01 in seconda posizione, risultando eletto nel collegio Toscana - 03. Nella XIX legislatura è membro della 3ª Commissione Affari esteri e comunitari.
Il 26 novembre 2023, al termine del congresso nazionale di Sinistra Italiana a Perugia, viene confermato segretario del partito.

## Posizioni e idee politiche
Propone la riduzione dell’orario di lavoro a parità di salario (per «migliorare la salute dei lavoratori, ridurne lo stress, liberare tempo da dedicare ai propri affetti e passioni, aumentare la produttività e creare nuovi posti di lavoro»), l’introduzione del salario minimo di almeno 10 euro lordi all’ora, l’introduzione di un reddito minimo garantito per contrastare la povertà (come il reddito di cittadinanza) e il potenziamento del trasporto pubblico (totalmente gratuito per gli under 35).
Sostiene fortemente un maggior investimento sulla sanità pubblica e sull’istruzione pubblica, condanna la loro forte privatizzazione ritenendo che «i tagli alla sanità pubblica costringono milioni di italiani a non potersi curare perché non se lo possono permettere».
Propone l’introduzione di una tassa sui ricchi (milionari e miliardari) per redistribuire la ricchezza affinché «chi ha tanto paghi molto e chi ha poco paghi meno». Questo attraverso l’eliminazione di IMU e imposta di bollo e l’introduzione di un’imposta unica e progressiva sui grandi patrimoni netti per persona fisica, al fine di ricavare decine di miliardi di euro da utilizzare per sanità, istruzione, asili nido gratuiti, pensioni per giovani e precari, case.
Propone inoltre l’introduzione di una legge anti-delocalizzazioni, l’abbassamento del limite-soglia per l’utilizzo del denaro contante e la graduale sostituzione dell’utilizzo del contante con l'utilizzo dei metodi di pagamento elettronico (eliminando le commissioni bancarie) al fine di combattere l’evasione fiscale (recuperando centinaia di miliardi di euro) e le mafie.
È fortemente favorevole alla legalizzazione dell’eutanasia ritenendo che «ogni persona di fronte alla sofferenza deve decidere liberamente del proprio corpo e della propria vita», alla legalizzazione della cannabis principalmente per «sconfiggere la mafia», ai diritti LGBT, all’introduzione dello ius soli, all’aborto farmacologico in day hospital, al contrasto del sovraffollamento delle carceri e all’introduzione di codici identificativi sulle divise delle forze dell’ordine per prevenire comportamenti non conformi alle norme (come abuso di potere) nei confronti dei civili.
Propone l’istituzione dello psicologo di base gratuito per tutti, servizi di sostegno psicologico nelle scuole, campagne di sensibilizzazione e investimenti strutturali per la tutela della salute mentale, affinché il benessere psicologico sia «un diritto garantito e accessibile a tutti» e non sia più «un tabù o un lusso».
Propone inoltre un maggior investimento su scuola e università pubbliche, l’alzamento di stipendi per gli insegnanti, politiche di contrasto al precariato, asili nido pubblici gratuiti, l’abolizione dell’attuale alternanza scuola-lavoro, la gratuità dell’università, il divieto di tirocini non retribuiti, libri di testo gratuiti per scolari e la diminuzione del numero di studenti per classe. Si è, tra l’altro, detto favorevole alla rimozione dei simboli religiosi dalle scuole per garantire la laicità.
Per contrastare la violenza di genere e l’omotransfobia propone campagne informative specifiche, introduzione nelle scuole di corsi su educazione sessuale, sentimentale, al rispetto e alle differenze, finanziamenti per un “reddito di libertà”, investimenti su associazioni e centri antiviolenza, al fine di «costruire una società libera dal patriarcato e da retaggi religiosi imposti». È inoltre favorevole ad un congedo di paternità obbligatorio ed uguale a quello di maternità.
Per contrastare invece le morti sul luogo di lavoro propone maggiori ispezioni e controlli, una formazione costante sulla sicurezza nei luoghi di lavoro, contratti che garantiscano stabilità, meno ore di lavoro.
Sostiene fortemente la giustizia ambientale unendola a quella sociale e ritiene che occorra avviare iniziative concrete per la decarbonizzazione dell'economia per creare posti di lavoro “buoni e sostenibili”, insistere a livello internazionale perché si adottino necessarie forme di fiscalità ambientale, rimuovere gli incentivi diretti e indiretti per l'uso dei combustibili fossili, investire sulle energie rinnovabili.
È contrario al finanziamento privato nei confronti di partiti e associazioni politiche al fine di evitare che questi diventino «politicamente deboli, ricattabili e permeabili alle richieste del finanziatore ricco di turno».
Sulla politica estera e di difesa sostiene una bassa spesa nazionale per la difesa militare, la costruzione di un esercito comune europeo e la diplomazia come strumento per risolvere le controversie tra nazioni.
È favorevole ad una legge elettorale di tipo proporzionale.

## Vita privata
Vive a Foligno (Perugia) con la moglie Elisabetta Piccolotti, ex-portavoce dei Giovani Comunisti e dal 2022 deputata di Sinistra Italiana, da cui ha avuto un figlio: Adriano (2013). I due si sono sposati civilmente a Foligno il 3 settembre 2019, davanti a Nichi Vendola (suo amico e stretto collaboratore politico) che ha celebrato le nozze. Si dichiara ateo.

## Procedimenti giudiziari
Nel marzo 2014 la procura del tribunale di Taranto chiede il rinvio a giudizio di Fratoianni nell'ambito dell'inchiesta sull'ILVA di Taranto per il reato di favoreggiamento personale nei confronti dell'allora presidente della Regione Puglia Nichi Vendola, e viene rinviato a giudizio dal GUP nel luglio 2015. Nel corso del processo, il 17 febbraio 2021, il PM chiede una condanna a 8 mesi, ma il successivo 31 maggio 2021 viene assolto dalla Corte d’Assise di Taranto.